# Anbe Sivam
Anbe Sivam ("Love is God") to indyjski dramat w języku tamilskim zrealizowany w 2003 roku przez Sundar C, autora Rendu. 
Film spotkał się z uznaniem krytyków, ale nie cieszył się dużą popularnością wśród widzów. W 2003 roku był przedstawiany na International Film Festival of India.

## Fabuła
W rolach głównych Kamal Haasan i R. Madhavan. Grają oni dwóch bardzo różnych ludzi, którzy podczas podróży z Bhubaneswaru do Ćennaj spierają się ze sobą dyskutując na najróżniejsze tematy dotyczące dzisiejszego świata i jego problemów. 

## Obsada
- Madhavan – Anbarasu
- Kiran Rathod – Bala
- Nasser – Kandasamy Padayachi
- Santhana Bharathi – "prawa ręka" Kandasamy Padayachi
- Kamal Hassan – Nallasivam
- Uma Riyaz Khan – Mehrunnissa
- Laxmi Rattan – ojciec Anbarasu
- Bolai Sarkar – człowiek na stacji w Bhubaneswarze Rail Station
- Pasi Sathya
- Seema – matka Bali
- Yugi Sethu – oszust w pociągu
- R.S. Shivaji – zawiadowca stacji